# PicWicToys
PicWicToys était une chaîne de magasins de jouets, lancée en 1977 sous le nom de Picwic par Stéphane Mulliez à Englos dans le département du Nord. En 2019, l'enseigne fusionne avec la filiale française de Toys “R” Us pour créer PicWicToys. À son apogée, la chaîne compte alors 63 implantations à travers le pays.
En 2023, à la suite de sa reprise, l'enseigne PicWicToys est définitivement remplacée par Smyths Toys.

## Histoire

### Origines
Après avoir remarqué que la « grande surface en jouets n'existait pas en France », Stéphane Mulliez lance Picwic sur la zone commerciale d'Englos-les-Géants à Englos (Nord, France). En 1981, l'enseigne ouvre deux magasins dans les zones commerciales de Roncq et de Noyelles, pour les fermer quatre années plus tard et s'implante sur la grand-place de Lille. Le commerce existe jusqu'en 1993, il est ensuite implanté près du centre commercial V2 à Villeneuve-d'Ascq.
À partir de 1997, Picwic se développe en France en s'implantant à Sainte-Geneviève-des-Bois, Vert-Saint-Denis, Beauvais, Livry-Gargan, Rennes, Le Pontet, Amiens, Dunkerque, Valenciennes. Alors qu'en 2004, le magasin du Pontet ferme, en 2006 et en 2008, à Lomme et à Barentin ouvrent sur 4 000 m2 deux magasins. Celui de Lomme est à son ouverture le plus grand magasin de jouets en Europe.
En 2016, l'enseigne ouvre son 24e magasin à Sarcelles. En 2018, elle ouvre un 25e magasin au Havre.

### Plan de transformation (septembre 2018)
L'enseigne annonce en comité d'entreprise le 4 septembre 2018 la fermeture de cinq magasins déficitaires (Rennes, Sainte-Geneviève-des-Bois, Gennevilliers, Sarcelles et Englos). Ils sont pour certains situés dans des zones commerciales en perte de vitesse ou souffrent d'une concurrence frontale. Ces fermetures s'accompagnent de 48 suppressions de postes. Parallèlement, la chaîne lance un plan de transformation, annonçant des investissements stratégiques dans le reste du réseau et dans le numérique. Un million d'euros est investi dans un nouveau parcours client.
Face aux difficultés du marché du jouet, Nathalie Peron-Lecors, directrice générale de Picwic, présente différentes pistes d'évolution : augmentation des démonstrations de jeu en magasin, développement des ateliers pédagogiques, sélection plus qualitative des produits et multiplication des casiers-consignes automatiques de retrait devant les magasins.

### Reprise de Toys “R” Us
Le 8 octobre 2018, six mois après l'annonce de la liquidation de la maison-mère américaine de Toys “R” Us, le tribunal de commerce d'Evry retient l'offre de reprise de Jellej Jouets pour la filiale française. Créée début septembre, la société Jellej Jouets est dirigée par Tony Lesaffre, dont la famille détient 10 % du capital, le reste étant détenu par Cyrus Capital, l'un des créanciers de Toys “R” Us aux États-Unis. Associée à Picwic, Jellej Jouets propose la reprise de 44 des 53 magasins Toys “R” Us en France ainsi que de 1036 salariés (sur 1171), avec maintien du siège et du centre logistique de Toys “R” Us à Saint-Fargeau-Ponthierry.
L'autorité de la concurrence valide le rapprochement de Jellej Jouets et de Luderix International, propriétaire de Picwic, le 19 avril 2019. À l'issue de l'opération, au cours de laquelle Jellej apportera ses actifs au capital de Luderix, Luderix exploitera les magasins Toys “R” Us France, Picwic et leurs sites Internet.

#### Naissance de PicWicToys
Les deux groupes donnent naissance le 19 juillet 2019 à PicWicToys, nouvelle marque issue de la contraction de leurs deux noms. Les 43 magasins exploités sous la bannière Toys “R” Us et les 20 magasins Picwic changent de nom. Un site internet unique, pierre angulaire d’une stratégie omnicanale, est également lancée. La marque Toys “R” Us disparaît alors du paysage français de la distribution. Pour promouvoir sa marque, un important dispositif de lancement de 6 millions d'euros est mis en place à partir du 19 juillet et jusqu’à la fin de l’année.
La chaîne dans sa nouvelle configuration assure détenir 11 % du marché du jouet.

### Plan de réorganisation (juin 2020)
PicWicToys annonce le 2 juin 2020 aux représentants de son personnel un plan de réorganisation. Ce plan prévoit la fermeture de 23 magasins déficitaires, sur les 63 que compte l'enseigne en France, d'un entrepôt logistique et d'une de ses deux centrales administratives située en région parisienne. Il entraînerait la suppression de 447 postes, soit un tiers des effectifs. La fermeture de l'entrepôt est prévue pour la fin du mois d'octobre et celle des magasins d'ici fin janvier 2021.
Le 23 mai 2022, l'enseigne se place en redressement judiciaire. Elle est reprise le 5 juillet 2022 par l'entreprise irlandaise Smyths Toys qui a repris les magasins Toys “R” Us en Autriche, en Allemagne et en Suisse.